# Akazawa Masami
Masami Akazawa (sinh ngày 5 tháng 5 năm 1968) là một cầu thủ bóng đá người Nhật Bản.

## Sự nghiệp câu lạc bộ
Masami Akazawa đã từng chơi cho Kashima Antlers.